# 平克斯塔夫 (伊利諾伊州)
平克斯塔夫（英語：Pinkstaff）是位於美國伊利諾伊州勞倫斯縣的一個非建制地區。該地的面積和人口皆未知。

## 地理
平克斯塔夫的座標為38°47′40″N 87°40′09″W / 38.79444°N 87.66917°W，而該地的平均海拔高度為134米（即440英尺）。